# Hypogastrura szeptyckii
Hypogastrura szeptyckii är en urinsektsart som beskrevs av Skarzynski 2006. Hypogastrura szeptyckii ingår i släktet Hypogastrura och familjen Hypogastruridae. Inga underarter finns listade i Catalogue of Life.